# Brulion
brulion — культурно-литературный журнал, выходивший в Польше с 1986 по 1999 год.

## История
Изначально журнал позиционировал себя как площадка для творчества молодых польских писателей и поэтов. Впоследствии публиковавшиеся в журнале писатели и поэты стали называться в польском литературоведении «поколением брулиона». С начала 90-х годов XX столетия журнал стал уделять внимание польской неформальной субкультуре. Главным редактором журнала был журналист и поэт Роберт Текели. В конце своего существования журнал потерял свой нонконформизм и стал придерживаться консервативного направления, что привело к постепенному снижению общественного интереса к журналу и прекращению его издания.
Журнал выходил раз в квартал.

## Поколение брулиона
Журнал возник на волне альтернативной коммунистической идеологии культуре, которая возникла при сопротивлении Солидарности. На его страницах публиковались авторы различных мировоззренческих взглядов. Эти авторы постепенно стали называться «поколением брулиона». Их творчество характеризуется следующими признаками:
- Отход от хербертовской лирики и этика «альтернативного общества», затрагивающая экзистенциональные проблемы;
- Отказ от традиционного для польской литературы влияния русской и французской литератур и усиление внимания на постмодернизме, американских бит-поколения и поэтической нью-йоркской школы (Фрэнк О’Хара и Джон Эшбери) с появлением неформального литературного явления под названием «О’Харизм»;
- влияние на массовую культуру с помощью саморекламы с одновременными претензиями на статус высокой литературы;
- особое внимание на словесную игру, эпатаж и провокацию.

## Известные представители поколения брулиона
- Баран, Марцин;
- Гретковска, Мануэла;
- Сендецкий, Марцин;
- Филипяк, Изабела